# Петровка (Шевченковский район)
Петровка (укр. Петрівка; с 1825 по 1840 — хутор Петровский, с 1840 по 1925 — Лаптевка) — село,
Петровский сельский совет,
Шевченковский район,
Харьковская область, Украина.
Код КОАТУУ — 6325785701. Население по переписи 2001 года составляет 609 (285/324 м/ж) человек.
Является административным центром Петровского сельского совета, в который, кроме того, входят сёла
Горожановка и
Ивановка.

## Географическое положение
Село Петровка находится на левом берегу реки Великий Бурлук,
выше по течению на расстоянии в 4 км расположено село Аркадевка,
ниже по течению на расстоянии в 3,5 км расположено село Мостовое,
на противоположном берегу — село Горожановка.

## История
- 1825 — дата основания как хутор Петровский.
- 1840 — переименовано в село Лаптевка.
- 1925 — переименовано в село Петровка.

## Экономика
- Молочно-товарная и птице-товарная ферма.
- Агрофирма «Харьковагро 2000».